# 梅迪辛博-鲁特国家森林
梅迪辛博-鲁特国家森林（英語：Medicine Bow – Routt National Forest）是美国国家森林局管控的一座国家森林，面积超过2,222,313英畝（8,993.38平方），位于怀俄明州和科羅拉多州。森林前身是三个不同的区域：梅迪辛博国家森林、鲁特国家森林和雷霆盆地国家草原，后因位置相近、环境类似而合并为一处森林，联合管控。